# Qualificazioni al campionato mondiale di calcio a 5 2000 - UEFA
Il Torneo europeo di qualificazione al FIFA Futsal World Championship 2000 fu disputato nel 2000 dalle nazionali europee divise in cinque gironi disputati rispettivamente in: Portogallo, Slovenia, Croazia, Polonia e Finlandia, per designare le cinque formazioni nazionali di calcio a 5 che dovevano prendere parte al quarto campionato del mondo FIFA.
I cinque gironi, composti i primi due da sei formazioni, gli altri da cinque formazioni, furono a favore di Portogallo, Spagna, Russia, Croazia e Paesi Bassi, lasciando fuori dalla fase finale ottime formazioni nazionali come Italia e Ucraina.

## Girone A
Disputato a Paços de Ferreira, Portogallo.
| Classifica finale    | Pt | G | V | N | P | GF | GS | DR  |
| -------------------- | -- | - | - | - | - | -- | -- | --- |
| Portogallo           | 13 | 5 | 4 | 1 | 0 | 19 | 5  | +14 |
| Italia               | 11 | 5 | 3 | 2 | 0 | 17 | 6  | +11 |
| Bosnia ed Erzegovina | 8  | 5 | 2 | 2 | 1 | 11 | 10 | +1  |
| Ungheria             | 7  | 5 | 2 | 1 | 3 | 17 | 15 | +2  |
| Andorra              | 3  | 5 | 1 | 0 | 4 | 11 | 21 | -10 |
| Lituania             | 0  | 5 | 0 | 0 | 5 | 5  | 23 | -18 |

## Girone B
Disputato in Slovenia.
| Classifica finale | Pt | G | V | N | P | GF | GS | DR  |
| ----------------- | -- | - | - | - | - | -- | -- | --- |
| Spagna            | 15 | 5 | 5 | 0 | 0 | 39 | 4  | +35 |
| Ucraina           | 12 | 5 | 4 | 0 | 1 | 40 | 5  | +35 |
| Slovenia          | 9  | 5 | 3 | 0 | 2 | 14 | 13 | +1  |
| Slovacchia        | 6  | 5 | 2 | 0 | 3 | 29 | 17 | +12 |
| Armenia           | 3  | 5 | 1 | 0 | 4 | 9  | 58 | -49 |
| Francia           | 0  | 5 | 0 | 0 | 5 | 4  | 38 | -34 |

## Girone C
Disputato a Zabrze, Polonia.
| Classifica finale | Pt | G | V | N | P | GF | GS | DR  |
| ----------------- | -- | - | - | - | - | -- | -- | --- |
| Russia            | 12 | 4 | 4 | 0 | 0 | 16 | 1  | +15 |
| Polonia           | 9  | 4 | 3 | 0 | 1 | 21 | 6  | +15 |
| Belgio            | 6  | 4 | 2 | 0 | 2 | 5  | 8  | -3  |
| Macedonia         | 3  | 4 | 1 | 0 | 3 | 7  | 24 | -17 |
| Lettonia          | 0  | 4 | 0 | 0 | 4 | 2  | 12 | -10 |

## Girone D
Disputato a Karlovac, Croazia.
| Classifica finale | Pt | G | V | N | P | GF | GS | DR  |
| ----------------- | -- | - | - | - | - | -- | -- | --- |
| Croazia           | 12 | 4 | 4 | 0 | 0 | 22 | 7  | +15 |
| Rep. Ceca         | 9  | 4 | 3 | 0 | 1 | 34 | 16 | +18 |
| Azerbaigian       | 4  | 4 | 1 | 1 | 2 | 19 | 22 | -3  |
| Georgia           | 4  | 4 | 1 | 1 | 2 | 17 | 21 | -4  |
| Grecia            | 0  | 4 | 0 | 0 | 4 | 7  | 33 | -26 |

## Girone E
Disputato in Finlandia.
| Classifica finale | Pt | G | V | N | P | GF | GS | DR  |
| ----------------- | -- | - | - | - | - | -- | -- | --- |
| Paesi Bassi       | 12 | 4 | 4 | 0 | 0 | 23 | 7  | +15 |
| Jugoslavia        | 9  | 4 | 3 | 0 | 1 | 10 | 9  | +1  |
| Bielorussia       | 6  | 4 | 2 | 0 | 2 | 11 | 10 | +1  |
| Israele           | 3  | 4 | 1 | 0 | 3 | 7  | 17 | -10 |
| Finlandia         | 0  | 4 | 0 | 0 | 4 | 7  | 15 | -8  |

| Qualificate al mondiale | Portogallo | Spagna | Russia | Croazia | Paesi Bassi |
| ----------------------- | ---------- | ------ | ------ | ------- | ----------- |